# Championnat d'Afrique des nations féminin de handball 2016
Navigation
Algérie 2014 Congo 2018
Le Championnat d'Afrique des nations féminin de handball 2016 , aussi appelée CAN, est la 22e édition du Championnat d'Afrique des nations féminin de handball. Organisée par la Confédération africaine de handball (CAHB), elle met aux prises les meilleures équipes nationales africaines féminines de handball et se déroule du 28 novembre au 7 décembre 2016 en Angola. Pour la première fois, la compétition n'est pas organisée en même temps que la CAN masculine et adopte un calendrier similaire à celui du Championnat d'Europe féminin, également disputé début décembre.
La compétition est notamment marquée par la disqualification du Sénégal après sa demi-finale remportée face à la Tunisie,. Cette dernière dispute en fin de compte la finale mais est battue par l'Angola qui confirme son statut de favorite en gagnant son 12e titre continental. Le Cameroun remporte la médaille de bronze sans avoir besoin de disputer de match.

## Présentation

### Équipes qualifiées
Les équipes qualifiées sont :
| Moyen de qualification     | Places | Qualifié(s)                                              |
| -------------------------- | ------ | -------------------------------------------------------- |
| Organisateur               | 1      | Angola                                                   |
| Championnat d'Afrique 2014 | 4      | Tunisie (1er), RD Congo (2e), Algérie (4e) et Congo (5e) |
| Jeux africains 2015        | 2      | Sénégal (6e) et Cameroun (7e)                            |
| Invités                    | 3      | Côte d'Ivoire, Guinée et Égypte                          |

L'Égypte a finalement déclaré forfait

### Composition des équipes
voir Composition des équipes au Championnat d'Afrique des nations féminin de handball 2016 (en).

## Phase de groupe

### Groupe A
|   | Équipe        | Pts | J | G | N | P | Bp  | Bc  | Diff |
| - | ------------- | --- | - | - | - | - | --- | --- | ---- |
| 1 | Angola        | 8   | 4 | 4 | 0 | 0 | 136 | 69  | 67   |
| 2 | Sénégal       | 6   | 4 | 3 | 0 | 1 | 94  | 85  | 9    |
| 3 | Cameroun      | 4   | 4 | 2 | 0 | 2 | 77  | 95  | -18  |
| 4 | Côte d'Ivoire | 2   | 4 | 1 | 0 | 3 | 85  | 110 | -25  |
| 5 | RD Congo      | 0   | 4 | 0 | 0 | 4 | 92  | 125 | -33  |

|                   |               |  |    |    |  |               |
| 28 novembre 2016  | RD Congo      |  | 22 | 28 |  | Sénégal       |
| 28 novembre 2016  | Angola        |  | 37 | 18 |  | Côte d'Ivoire |
| 29 novembre 2016  | Côte d'Ivoire |  | 17 | 22 |  | Cameroun      |
| 29 novembre 2016  | Angola        |  | 31 | 18 |  | Sénégal       |
| 30 novembre 2016  | Côte d'Ivoire |  | 33 | 27 |  | RD Congo      |
| 30 novembre 2016  | Cameroun      |  | 14 | 30 |  | Angola        |
| 1er décembre 2016 | RD Congo      |  | 24 | 26 |  | Cameroun      |
| 1er décembre 2016 | Sénégal       |  | 24 | 17 |  | Côte d'Ivoire |
| 2 décembre 2016   | Cameroun      |  | 15 | 24 |  | Sénégal       |
| 2 décembre 2016   | Angola        |  | 38 | 19 |  | RD Congo      |

### Groupe B
|   | Équipe  | Pts | J | G | N | P | Bp | Bc | Diff |
| - | ------- | --- | - | - | - | - | -- | -- | ---- |
| 1 | Tunisie | 6   | 3 | 3 | 0 | 0 | 87 | 19 | 68   |
| 2 | Congo   | 4   | 3 | 2 | 0 | 1 | 83 | 63 | 20   |
| 3 | Guinée  | 2   | 3 | 1 | 0 | 2 | 64 | 84 | -20  |
| 4 | Algérie | 0   | 3 | 0 | 0 | 3 | 57 | 76 | -19  |

|                   |         |  |    |    |  |         |
| 28 novembre 2016  | Tunisie |  | 34 | 22 |  | Guinée  |
| 29 novembre 2016  | Algérie |  | 19 | 25 |  | Congo   |
| 30 novembre 2016  | Congo   |  | 25 | 26 |  | Tunisie |
| 1er décembre 2016 | Guinée  |  | 24 | 17 |  | Algérie |
| 2 décembre 2016   | Guinée  |  | 18 | 33 |  | Congo   |
| 2 décembre 2016   | Tunisie |  | 27 | 21 |  | Algérie |

## Phase finale
|  | Quarts de finale      | Quarts de finale      |                               |                               | Demi-finales           | Demi-finales           |   |  | Finale                | Finale                |
|  | Quarts de finale      | Quarts de finale      |                               |                               | Demi-finales           | Demi-finales           |   |  | Finale                | Finale                |
|  |                       |                       |                               |                               |                        |                        |   |  |                       |                       |
|  | 4 décembre 2016 19h00 | 4 décembre 2016 19h00 |                               |                               | 5 décembre 2016 19h00  | 5 décembre 2016 19h00  |   |  | 7 décembre 2016 19h00 | 7 décembre 2016 19h00 |
|  | 4 décembre 2016 19h00 | 4 décembre 2016 19h00 |                               |                               | 5 décembre 2016 19h00  | 5 décembre 2016 19h00  |   |  | 7 décembre 2016 19h00 | 7 décembre 2016 19h00 |
|  | Angola                | 42                    |                               |                               | 5 décembre 2016 19h00  | 5 décembre 2016 19h00  |   |  | 7 décembre 2016 19h00 | 7 décembre 2016 19h00 |
|  | Angola                | 42                    |                               |                               | 5 décembre 2016 19h00  | 5 décembre 2016 19h00  |   |  | 7 décembre 2016 19h00 | 7 décembre 2016 19h00 |
|  | Algérie               | 19                    |                               |                               | 5 décembre 2016 19h00  | 5 décembre 2016 19h00  |   |  | 7 décembre 2016 19h00 | 7 décembre 2016 19h00 |
|  | Algérie               | 19                    | Angola                        | 31                            |                        |                        |   |  | 7 décembre 2016 19h00 | 7 décembre 2016 19h00 |
|  | 4 décembre 2016 15h00 |                       | Angola                        | 31                            |                        |                        |   |  | 7 décembre 2016 19h00 | 7 décembre 2016 19h00 |
|  |                       | Cameroun              | 19                            |                               |                        |                        |   |  | 7 décembre 2016 19h00 | 7 décembre 2016 19h00 |
|  | Congo                 | Cameroun              | 19                            | 27                            |                        |                        |   |  | 7 décembre 2016 19h00 | 7 décembre 2016 19h00 |
|  | Congo                 |                       |                               | 27                            |                        |                        |   |  | 7 décembre 2016 19h00 | 7 décembre 2016 19h00 |
|  | Cameroun              | 32                    |                               |                               |                        |                        |   |  | 7 décembre 2016 19h00 | 7 décembre 2016 19h00 |
|  | Cameroun              | 32                    | Angola                        | 36                            |                        |                        |   |  |                       |                       |
|  | 4 décembre 2016 17h00 |                       | Angola                        | 36                            |                        |                        |   |  |                       |                       |
|  |                       | Tunisie               | 17                            |                               |                        |                        |   |  |                       |                       |
|  | Sénégal               | Tunisie               | 17                            | 27                            |                        |                        |   |  |                       |                       |
|  | Sénégal               | 5 décembre 2016 17h00 |                               | 27                            |                        |                        |   |  |                       |                       |
|  | Guinée                | 15                    |                               |                               |                        |                        |   |  |                       |                       |
|  | Guinée                | 15                    | Sénégal                       | DSQ                           |                        |                        |   |  |                       |                       |
|  | 4 décembre 2016 13h00 | 4 décembre 2016 13h00 | Sénégal                       | DSQ                           | Match pour la 3e place | Match pour la 3e place |   |  |                       |                       |
|  | 4 décembre 2016 13h00 | 4 décembre 2016 13h00 |                               | Tunisie                       | Match pour la 3e place | Match pour la 3e place | / |  |                       |                       |
|  | Tunisie               | 38                    | 7 décembre 2016 17h00, Luanda | 7 décembre 2016 17h00, Luanda |                        |                        | / |  |                       |                       |
|  | Tunisie               | 38                    | 7 décembre 2016 17h00, Luanda | 7 décembre 2016 17h00, Luanda |                        |                        |   |  |                       |                       |
|  | Côte d'Ivoire         | 26                    |                               | Cameroun                      | /                      |                        |   |  |                       |                       |
|  | Côte d'Ivoire         | 26                    |                               | Cameroun                      | /                      |                        |   |  |                       |                       |
|  |                       |                       |                               |                               |                        |                        |   |  | Sénégal               | DSQ                   |
|  |                       |                       |                               |                               |                        |                        |   |  | Sénégal               | DSQ                   |

### Quarts de finale
| 4 décembre 2016 13h00 | Côte d'Ivoire | 26 - 38   | Tunisie            | Luanda |
| 4 décembre 2016 13h00 |               | (13 - 21) | Amal Hamrouni (10) | Luanda |
| 4 décembre 2016 13h00 | ×2 ×5 ×0      |           | ×1 ×8 ×0           | Luanda |

| 4 décembre 2016 15h00 | Congo     | 27 - 32 | Cameroun | Luanda |
| 4 décembre 2016 15h00 | (15 - 15) |         |          | Luanda |

| 4 décembre 2016 17h00 | Sénégal  | 27 - 15 | Guinée | Luanda |
| 4 décembre 2016 17h00 | (14 - 7) |         |        | Luanda |

| 4 décembre 2016 19h00 | Angola   | 42 - 19 | Algérie  | Luanda |
| 4 décembre 2016 19h00 | (22 - 9) |         |          | Luanda |
| 4 décembre 2016 19h00 | ×1 ×5 ×0 |         | ×3 ×2 ×0 | Luanda |

### Demi-finales
| 5 décembre 2016 19h00 | Angola    | 31 - 19 | Cameroun | Luanda |
| 5 décembre 2016 19h00 | (17 - 12) |         |          | Luanda |

| 5 décembre 2016 17h00 | Sénégal   | 26 - 20 Sénégal disqualifié | Tunisie | Luanda |
| 5 décembre 2016 17h00 | (17 - 11) |                             |         | Luanda |

### Match pour la3eplace
Le match pour la 3e place n'est pas disputé après la disqualification Sénégal. 
Le  Cameroun décroche ainsi la médaille de bronze sans jouer.

### Finale
| 7 décembre 2016 | Angola   | 36 - 17 | Tunisie | Luanda, 19h00 Arbitrage : El Saied, Égypte |
| 7 décembre 2016 | (16 - 7) |         |         | Luanda, 19h00 Arbitrage : El Saied, Égypte |
| 7 décembre 2016 | ×1       |         | ×2      | Luanda, 19h00 Arbitrage : El Saied, Égypte |

### Matchs de classement
|  | Demi-finales de classement    | Demi-finales de classement    |                        |    | Match pour la 5e place        | Match pour la 5e place        |
|  | Demi-finales de classement    | Demi-finales de classement    |                        |    | Match pour la 5e place        | Match pour la 5e place        |
|  |                               |                               |                        |    |                               |                               |
|  | 5 décembre 2016 13h00, Luanda | 5 décembre 2016 13h00, Luanda |                        |    | 6 décembre 2016 ??h??, Luanda | 6 décembre 2016 ??h??, Luanda |
|  | 5 décembre 2016 13h00, Luanda | 5 décembre 2016 13h00, Luanda |                        |    | 6 décembre 2016 ??h??, Luanda | 6 décembre 2016 ??h??, Luanda |
|  | Algérie                       | 27                            |                        |    | 6 décembre 2016 ??h??, Luanda | 6 décembre 2016 ??h??, Luanda |
|  | Algérie                       | 27                            |                        |    | 6 décembre 2016 ??h??, Luanda | 6 décembre 2016 ??h??, Luanda |
|  | Congo                         | 31                            |                        |    | 6 décembre 2016 ??h??, Luanda | 6 décembre 2016 ??h??, Luanda |
|  | Congo                         | 31                            | Congo                  | 32 |                               |                               |
|  | 5 décembre 2016 15h00, Luanda |                               | Congo                  | 32 |                               |                               |
|  |                               | Côte d'Ivoire                 | 24                     |    |                               |                               |
|  | Guinée                        | Côte d'Ivoire                 | 24                     | 20 |                               |                               |
|  | Guinée                        |                               |                        | 20 |                               |                               |
|  | Côte d'Ivoire                 | 23                            |                        |    |                               |                               |
|  | Côte d'Ivoire                 | 23                            | Match pour la 7e place |    |                               |                               |
|  |                               |                               |                        |    |                               |                               |
|  | 6 décembre 2016 ??h??, Luanda |                               |                        |    |                               |                               |
|  |                               |                               |                        |    |                               |                               |
|  | Algérie                       | 33                            |                        |    |                               |                               |
|  | Algérie                       | 33                            |                        |    |                               |                               |
|  | Guinée                        | 26                            |                        |    |                               |                               |
|  | Guinée                        | 26                            |                        |    |                               |                               |

## Bilan

### Classement final
| Rang                        | Équipe        |
| --------------------------- | ------------- |
| Médaille d'or, Afrique      | Angola        |
| Médaille d'argent, Afrique  | Tunisie       |
| Médaille de bronze, Afrique | Cameroun      |
| 4                           | Congo         |
| 5                           | Côte d'Ivoire |
| 6                           | Algérie       |
| 7                           | Guinée        |
| 8                           | RD Congo      |
| DSQ                         | Sénégal       |

Les trois premières équipes sont qualifiées pour le Championnat du monde 2017 en Allemagne.

### Disqualification du Sénégal
Le Sénégal a été disqualifié après la demi-finale, la Confédération africaine de handball considérant que la joueuse sénégalaise Doungou Camara ne pouvait pas participer à cette compétition, car elle a disputé le Championnat du monde junior féminin en 2014 en Croatie avec l'équipe de France. Or, compte tenu des règlements de l’IHF, toute joueuse changeant de nationalité doit patienter trois ans avant d’endosser le maillot d’une nouvelle sélection. Le Sénégal est donc disqualifié et perd son billet pour le Mondial 2017 tandis que l'équipe de Tunisie est qualifiée pour jouer la finale.

### Statistiques et récompenses
Les statistiques et récompenses sont :
- Meilleure joueuse : Natália Bernardo,  Angola
- Meilleure gardienne de but : Teresa Almeida,  Angola
- Meilleure ailière gauche : Joelma Viegas,  Angola
- Meilleure arrière gauche : Magda Cazanga,  Angola
- Meilleure demi-centre : Natália Bernardo,  Angola
- Meilleure pivot : Albertina Kassoma,  Angola
- Meilleure arrière droite : Amal Hamrouni,  Tunisie
- Meilleure ailière droite : Azenaide Carlos,  Angola

La Tunisienne Amal Hamrouni termine meilleure buteuse avec 40 réalisations devant Natália Bernardo et ses 38 buts.

## Effectif des équipes sur le podium

### Champion d’Afrique:Angola
L'effectif de l'Angola, champion d'Afrique, était :
- 1 Neyde Barbosa (GB)
- 16 Teresa Almeida (GB)
- 2 Joelma Viegas
- 3 Carolina Morais
- 4 Lourena Carlos
- 6 Juliana Machado
- 8 Lurdes Monteiro
- 9 Natália Bernardo
- 10 Albertina Kassoma
- 11 Luísa Kiala
- 15 Azenaide Carlos
- 17 Wuta Dombaxe
- 18 Vilma Nenganga
- 21 Magda Cazanga
- 25 Liliana Venâncio
- 31 Janete dos Santos
- 32 Dalva Peres
- 90 Isabel Guialo

Sélectionneur
- Filipe Cruz

### Vice-champion d’Afrique:Tunisie
L'effectif de la Tunisie, vice-champion d'Afrique, était :
- Nesrine Hamza
- Fatma Sfar-Ben-Chker
- Senda Farah Chaker
- Amal Hamrouni
- Basma Sfar
- Manel Kouki
- Boutheïna Amiche
- Saida Rejeb
- Ines Khouildi
- Sirine Farhani
- Rakia Rezgui
- Samira Arfaoui
- Oumaima Harbaoui
- Maroua Dhaouadi
- Takoua Chabchoub
- Ines Jaouadi
- Fatma Bouri

Sélectionneur
- Mohamed Ali Sghir (en)

### Troisième place:Cameroun
- Bénédicte Manga
- Pasma Nchouapouognigni
- Yolande Touba